# Furnace Green
Furnace Green – dzielnica miasta Crawley w Anglii, w hrabstwie West Sussex, w dystrykcie Crawley. Leży 15 km od miasta Redhill. W 2016 miejscowość liczyła 5794 mieszkańców.